# Campeonato Mundial de Tiro al Blanco Móvil de 1969
El II Campeonato Mundial de Tiro al Blanco Móvil se celebró en Sandviken (Suecia) en el año 1969 bajo la organización de la Federación Internacional de Tiro Deportivo (ISSF) y la Federación Sueca de Tiro Deportivo.

## Resultados

### Masculino
| Evento                      | Oro                                 | Plata                           | Bronce                                |
| --------------------------- | ----------------------------------- | ------------------------------- | ------------------------------------- |
| Blanco móvil 50 m           | Martin Nordfors · Suecia · 252 pts. | Valeri Postoyanov URSS 251 pts. | John Kingeter Estados Unidos 250 pts. |
| Blanco móvil 50 m (equipos) | URSS 654                            | Estados Unidos 638              | Suecia · 632                          |

## Medallero
| Núm. | País           | Oro | Plata | Bronce | Total |
| ---- | -------------- | --- | ----- | ------ | ----- |
| 1    | URSS           | 1   | 1     | 0      | 2     |
| 2    | Suecia         | 1   | 0     | 1      | 2     |
| 3    | Estados Unidos | 0   | 1     | 1      | 2     |
|      | TOTAL          | 2   | 2     | 2      | 6     |